# Municipio de Yankee Springs
El municipio de Yankee Springs (en inglés: Yankee Springs Township) es un municipio ubicado en el condado de Barry en el estado estadounidense de Míchigan. En el año 2010 tenía una población de 4065 habitantes y una densidad poblacional de 43,77 personas por km².

## Geografía
El municipio de Yankee Springs se encuentra ubicado en las coordenadas 42°38′45″N 85°29′1″O / 42.64583, -85.48361. Según la Oficina del Censo de los Estados Unidos, el municipio tiene una superficie total de 92.86 km², de la cual 80,45 km² corresponden a tierra firme y (13,37 %) 12,42 km² es agua.

## Demografía
Según el censo de 2010, había 4065 personas residiendo en el municipio de Yankee Springs. La densidad de población era de 43,77 hab./km². De los 4065 habitantes, el municipio de Yankee Springs estaba compuesto por el 97,1 % blancos, el 0,15 % eran afroamericanos, el 0,62 % eran amerindios, el 0,69 % eran asiáticos, el 0,3 % eran de otras razas y el 1,16 % eran de una mezcla de razas. Del total de la población el 1,4 % eran hispanos o latinos de cualquier raza.